# Tani Tabbal
Tani Abdul-Batin Tabbal (* 16. Januar 1954 in Chicago) ist ein US-amerikanischer Musiker (Schlagzeug, Perkussion, Vibraphon, Gesang) des Creative Jazz.

## Leben und Wirken
Tabbal erkundete das Schlagzeug ab dem fünften Lebensjahr; bereits mit vierzehn Jahren begann er als Profimusiker zu arbeiten und trat mit dem Sänger Oscar Brown Jr. auf. In seinen Jugendjahren spielte er außerdem 1973 und 1974 im Sun Ra Arkestra, mit dem er auch auf dessen späteren Alben Dual Change und Somewhere Else zu hören ist. Auch arbeitete er mit Phil Cohran in Chicago.
Tabbal zog 1976 nach Detroit, wo er sich dem Ensemble Griot Galaxy anschloss, das von dem Saxophonisten Faruq Z. Bey und Jaribu Shahid geleitet wurde; nachdem Bey 1984 bei einem Motorradunfall verletzt wurde, half Tabbal, die Gruppe bis in die 1990er Jahre zu organisieren (Opus Krampus, auf Sound aspects). Etwa zu dieser Zeit bildete er ein kollaboratives Trio mit Spencer Barefield und dem Saxophonisten Anthony Holland, das 1984 bei den Nickelsdorfer Konfrontationen auftrat (Live at Nickelsdorf, Sound Aspects). Anfang der 1980er Jahre gehörte er überdies zu Roscoe Mitchells Sound Ensemble; auch arbeitete er neben Hugh Ragin in Mitchells Trio (Aufnahme 1981).
Von Ende der 1980er Jahre an war Tabbal (neben Shahid) Mitglied des Trios von Geri Allen, mit der er auch in Europa auftrat. Als Teil des Kollektivs M-Base gehörte er zur Gruppe Strata Institute (1988) und nahm mit Rod Williams (1989–90) und Cassandra Wilson (1990) auf; er ist in dem Video M-BASE Jams at BAM (1988) zu sehen.
Tabbal setzte zudem seine Zusammenarbeit mit Mitchell in der Gruppe Note Factory ab 1992 fort; ab etwa 1993 gehörte er zum Quartett von James Carter und war an mehreren seiner Alben beteiligt (JC on the Set, Conversin’ With The Elders), bis er sich 1998 während eines Konzertes in Berlin mit ihm auf offener Bühne zerstritt. Weiterhin gehörte er zum Trio von Craig Taborn.
Als Sessionmusiker wirkte er an zahlreichen Aufnahmen mit, u. a. bei Karl Berger, Anthony Braxton, Steve Coleman / Greg Osby, Oliver Lake, Muhal Richard Abrams, Henry Threadgill, Richard Davis, in David Murrays Bigband und Oktett, in Evan Parkers Transatlantic Art Ensemble sowie 2002 in der Band von Hugh Ragin. Er spielte auch in dem Perkussions-Ensemble Pieces of Time mit Andrew Cyrille, Famoudou Don Moye und Obo Addy. 2001 erkrankte er an einem Gehirntumor.
Tabbal spielt neben dem Schlagzeug als Hauptinstrument verschiedene Perkussions-Instrumente aus Westafrika (Djembé und Dunun), Nordindien (Tabla) und Nordafrika (Dumbek). Im Bereich des Jazz ist er an 65 Aufnahmen zwischen 1980 und 2020 beteiligt.

## Diskografische Hinweise
- Rod Williams / Marty Ehrlich / Graham Haynes / Kevin Harris / Tani Tabbal / Sadiq: Hanging in the Balance (Muse Records 1989)
- Before Time After (2007)
- Now Then (Tao Records, 2020), mit Adam Siegel, Michael Bisio